# Mormonia loretta
Mormonia loretta är en fjärilsart som beskrevs av Barnes och Mcdunnough. Mormonia loretta ingår i släktet Mormonia och familjen nattflyn. Inga underarter finns listade i Catalogue of Life.